# Glenwood (Alberta)
Pour les articles homonymes, voir Glenwood.
Glenwood est un village (village) du Comté de Cardston, situé dans la province canadienne d'Alberta.

## Démographie
En tant que localité désignée dans le recensement de 2011, Glenwood a une population de 287 habitants dans 99 de ses 113 logements, soit une variation de 2.5% avec la population de 2006. Avec une superficie de 1,455 7 km2, village possède une densité de population de 197,156 0 hab/km2 en 2011.
Concernant le recensement de 2006, Glenwood abritait 280 habitants dans 97 de ses 102 logements. Avec une superficie de 1,455 7 km2, village possédait une densité de population de 192,3 hab/km2 en 2006.
| 2001 | 2006 | 2011 | 2016 |
| ---- | ---- | ---- | ---- |
| 258  | 280  | 287  | 316  |